# Maren Eggert
Maren Eggert (Amburgo, 30 gennaio 1974) è un'attrice tedesca.

## Filmografia parziale

### Cinema
- Die Apothekerin, regia di Rainer Kaufmann (1997)
- In fuga a Venezia (2 Männer, 2 Frauen - 4 Probleme!?), regia di Vivian Naefe (1998)
- The Experiment - Cercasi cavie umane (Das Experiment), regia di Oliver Hirschbiegel (2001)
- Marseille, regia di Angela Schanelec (2004)
- Orly, regia di Angela Schanelec (2010)
- Eltern, regia di Robert Thalheim (2013)
- Nichts passiert, regia di Micha Lewinsky (2015)
- Der traumhafte Weg, regia di Angela Schanelec (2016)
- Gli invisibili (Die Unsichtbaren), regia di Claus Räfle (2017)
- Ich war zuhause, aber, regia di Angela Schanelec (2019)
- Giraffe, regia di Anna Sofie Hartmann (2019)
- I'm Your Man (Ich bin dein Mensch), regia di Maria Schrader (2021)
- Der Spatz im Kamin, regia di Ramon Zürcher (2024)

### Televisione
- Tatort – serie TV, 16 episodi (2003-2016)
- Ottilie von Faber-Castell - Una donna coraggiosa (Ottilie von Faber-Castell) – film TV (2019)

## Riconoscimenti
- Festival di Berlino
  - 2021 – Orso d'argento per la miglior interpretazione da protagonista per (I'm Your Man)